# На вторник не рассчитывай
«На вторник не рассчитывай» (англ. Never On Tuesday) — американский кинофильм, комедия 1988 года.

## Сюжет
Мэтт и Эдди — два молодых человека со Среднего Запада США — отправляются в Калифорнию, чтобы посмотреть местные достопримечательности — преимущественно полуодетых женщин на пляжах. Они прыгают в машину и отправляются через пустыню.
Тьюсдэй — водитель другого автомобиля и самая прекрасная женщина, какую они когда-либо видели. Застряв в пустыне, Мэтт и Эдди предаются фантазиям о Тьюзди в ожидании, что кто-нибудь остановится и поможет им. А таких желающих немного.

## В ролях
- Клаудия Кристиан — Тьюсдэй
- Эндрю Лоэр — Мэтт
- Питер Берг — Эдди
- Николас Кейдж — человек на красной спортивной машине
- Кэри Элвес — водитель грузовика
- Эмилио Эстевес — водитель грузовика
- Джадд Нельсон — полицейский на мотоцикле
- Чарли Шин — вор
- Гилберт Готтфрид — «Счастливчик» Ларри Люпин